# Іраклій Комаровський
Іраклій Комаровський (у світі Іван Комаровський; *1703, Чернігів — †26 жовтня 1765, Чернігів) — український релігійний та освітній діяч доби Гетьманщини. Єпископ Чернігівський і Новгород-Сіверський (8 вересня 1752 — 19 жовтня 1761).

## Біографія
Народився в 1703 році у родині священика. Освіту одержав у Києво-Могилянській академії. По закінченні академії призначений учителем Чернігівської семінарії.
1 листопада 1730 року прийняв чернецтво. У період з 1731 по 1737 — ієромонах Іраклій проходив посади: кафедрального писаря при місцевому архієреї, ігумена Костянського Троїцького монастиря, ігумена Суражицького Благовіщенського Кам'яно-Успенського монастиря. З 21 жовтня 1737 — архімандрит Троїцького Іллінського Чернігівського монастиря.
8 вересня 1752 висвячено у єпископа Чернігівського і Новгорода-Сіверського. 19 жовтня 1761 звільнений від керування єпархією по скарзі на нього самої імператриці за особливу його прихильність до чернечого духівництва.
5 листопада 1762 призначений настоятелем Чернігівського Троїцького Іллінського монастиря, з обіцянкою першої вільної архієрейської кафедри.
Помер 26 жовтня 1765 на спокої, не дочекавшись кафедри. Похований у головному Троїцькому храмі під вівтарем.